# Alfred Balen
Alfred Balen (Zagreb, 2 de enero de 1930 - Zúrich, 7 de diciembre de 1986) entrenador yugoslavo de waterpolo.

## Biografía
Fue el entrenador del equipo alemán Spandau 04.

## Clubes
- Spandau 04 ( Alemania)

## Títulos
Como entrenador de club de waterpolo
- 3 Copas de Europa
- 2 Supercopas
- 8 Campeonatos de Alemania
- 8 Copas de Alemania